# Wojna duńsko-szwedzka (1643–1645)
Wojna duńsko-szwedzka 1643-1645 – konflikt zbrojny między Danią a Szwecją rozgrywający się w latach 1643–1645. Wojna ta znana jest również pod nazwą wojny Torstensona.

## Wstęp
Szwecja i jej armia po przystąpieniu do wojny trzydziestoletniej zaczęła odnosić niebywałe sukcesy, najpierw pod wodzą swego króla Gustawa Adolfa, a później pod przywództwem kanclerza Axela Oxenstierny. W tym samym okresie Szwedzi wciąż czuli się zagrożeni przez duńsko-norweską monarchię, która otaczała ich terytoria od południa (prowincje Blekinge, Skania i Halland), od zachodu (prowincja Bohuslän) i od północnego zachodu (prowincja Jämtland). Także pobierane przez Danię cło w Sundzie było przedmiotem ciągłej irytacji i miało swój poważny wpływ na wybuch wojny.
Szwedzi mieli pełne prawo czuć się zagrożonymi po tym, jak król Danii Chrystian IV próbował z pomocą hiszpańską ujarzmić Szwecję i odtworzyć zdominowaną przez Danię unię kalmarską. Wymierzona przeciwko Szwecji akcja planowana była przez sprzymierzoną z cesarzem Hiszpanię oraz Danię od wielu lat. W końcu we wrześniu 1639 roku, czyli w okresie, gdy wojska szwedzkie na terenie Niemiec przeżywały trudne chwile, wyruszyła potężna flota hiszpańska wioząca 24 tys. żołnierzy. Wyprawa ta po napotkaniu dowodzonej przez Maartena Trompa floty holenderskiej zakończyła się katastrofalną klęską floty hiszpańskiej w bitwie na płyciźnie Downs. Na początku lat 40. sytuacja wojskowo-polityczna Szwedów uległa znacznej poprawie. Dzięki temu Szwecja mogła teraz przystąpić do akcji odwetowej, której celem było ostateczna likwidacja duńskiego zagrożenia.
Wiosną 1643 szwedzka rada królewska (Riksrådet) doszła do wniosku, że wojskowa potęga Szwecji osiągnęła już takie rozmiary, że bez narażenia na szwank szwedzkich operacji na terenie Niemiec możliwe będzie uzyskanie terytorialnych korzyści kosztem Danii. Opracowano zatem plan wojenny i w maju zarządzono niespodziewany atak na Danię na wielu frontach.

## Wojna
Szwedzki feldmarszałek Lennart Torstensson wydał przygotowanym uprzednio szwedzkim wojskom rozkaz, by te wkroczyły na duńskie terytoria. Sam Torstensson, którego armia musiała maszerować aż z Moraw, wtargnął do należącego do Danii Holsztynu 12 grudnia i do końca stycznia 1644 opanował całą Jutlandię. Szwedzki generał Gustaw Horn, dysponujący armią liczącą 11 tys. żołnierzy, również zaatakował w grudniu i do lutego 1644 zajął większość duńskich prowincji Skanii i Halland, z wyjątkiem twierdzy Malmö. Flota szwedzka wspólnie z flotą holenderską zaczęły szykować się do wysadzenia desantu na wyspach duńskich.
Szwedzki atak, dokonany bez wypowiedzenia wojny, był dla Danii zaskoczeniem, toteż kraj był słabo przygotowany do wojny. Jednak król Chrystian IV nie stracił głowy. Pokładając swą ufność we flocie, że ta nie dopuści do szwedzkiego desantu na wyspach, polecił swym siłom w Norwegii, by zaatakowały Szwecję. Walka na szwedzko-norweskiej granicy miała odciągnąć część szwedzkich sił ze Skanii.
Norwegia, którą rządził zięć Chrystiana IV królewski namiestnik Hannibal Sehested, niechętnie brała udział w tej wojnie. Ludność Norwegii była przeciwna atakowi na Szwecję, słusznie sądząc, że taka akcja może spotkać się ze srogim odwetem. Opozycja wobec rządów duńskiego namiestnika była coraz większa, a samą wojnę traktowano w Norwegii lekceważąco, zwąc ją wojną Hannibala. Duńczycy niewiele sobie robili z norweskiej opinii publicznej, szczególnie w sytuacji, gdy sama Dania była bezpośrednio zagrożona. Dlatego Ebbe Ulfeldt rozpoczął atak na Szwecję z terenu norweskiej prowincji Jämtland. Został szybko wyparty, po czym szwedzkie oddziały stopniowo zalały prowincję i wkroczyły do kolejnej norweskiej prowincji, Østerdal, z której zostały jednak później wyparte. W walkach ze Szwedami wspierała Duńczyków cesarska armia Matthiasa Gallasa w sile 6 tys. żołnierzy.

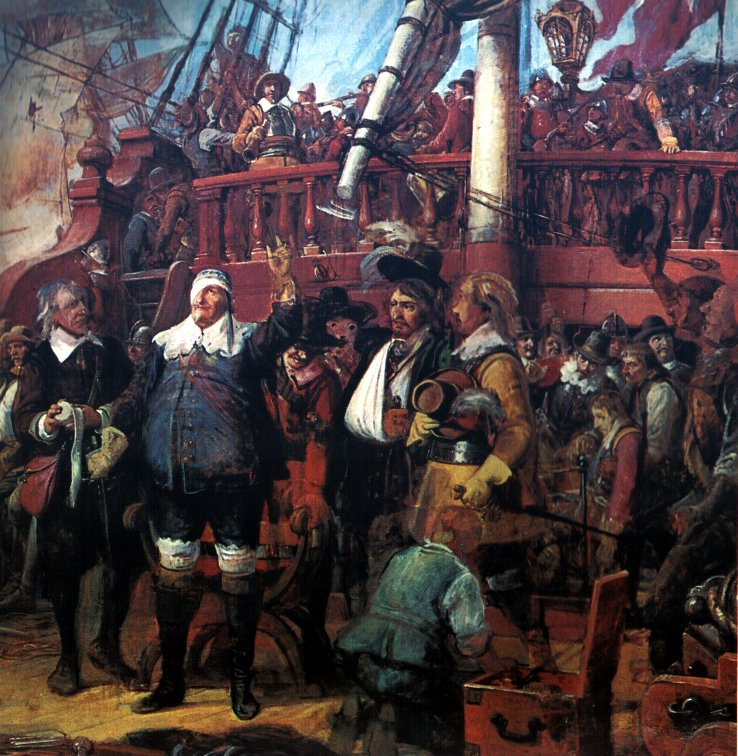
Król Danii Chrystian IV, pomimo licznych ran i utraty oka, walczył do końca i zablokował Szwedów w Zatoce Kilońskiej

Sehested prowadził przygotowania wojenne, których celem było wyposażenie jego własnej armii i podobnej armii Henrika Bjelke, które miały najechać szwedzka prowincję Värmland. Musiał jednak porzucić te plany, gdyż król zażądał, by wsparł duński atak na Göteborg. Po przybyciu Sehesteda, król dołączył do jego floty i przejął dowództwo. Flota duńska pobiła 26 maja 1644 roku flotę szwedzko-holenderską w Zatoce List, a 11 lipca w bitwie w Zatoce Kilońskiej zablokowała Szwedów w tejże zatoce. Monarcha duński kierował swymi okrętami z wielką ofiarnością, nie zważając nawet na otrzymaną ranę. Zabiegi Chrystiana IV okazały się skuteczne, gdyż armia Torstenssona, pomimo poniesionej 23 października porażki floty duńskiej pod Fehmarn, nie zdołała przeprawić się na wyspy duńskie.
Na froncie norweskim Sehested zaatakował i zniszczył niedawno założone szwedzkie miasto Vänersborg. Następnie wysłał z Vinger i Eidskog wojska norweskie pod wodzą von Reichweina, by te wkroczyły na obszar Szwecji. Także armia norweska pod wodzą Henrika Bjelke wtargnęła do szwedzkiej prowincji Dalsland.
W związku z cesarską ofensywą w Niemczech znaczna część sił szwedzkich opuściła Jutlandię, co pozwoliło Duńczykom na próbę ofensywy w Skanii. Działania duńskie znacznie utrudniała przewaga floty szwedzko-holenderskiej. W końcu z powodu wyczerpania swych sił król Danii poprosił o mediację sprzymierzoną ze Szwedami Francję, pragnąc doprowadzić do rozmów pokojowych. Pertraktacje zakończyły się podpisaniem pokoju w Brömsebro 23 sierpnia (13 sierpnia) 1645. Warunki zarówno dla Danii, jak i związanej z nią Norwegii, były upokarzające. Szwedzi otrzymali większość zdobyczy, które dostały się w ich ręce tuż po pierwszym, niespodziewanym ataku. Statki szwedzkie zostały zwolnione z konieczności opłat celnych, jakie Dania pobierała od jednostek przepływających przez Sund. Norwegia straciła na rzecz Szwecji prowincje Jämtland, Härjedalen oraz Idre i Serna, natomiast Dania utraciła strategicznie ważne bałtyckie wyspy Gotlandię i Ozylię. Ponadto Szwedzi przez najbliższe 30 lat mieli okupować prowincje Halland i Blekinge oraz inne terytoria, by zabezpieczyć wykonanie warunków zawartego pokoju.
Klęska Danii całkowicie odmieniła stosunek sił między Danią a Szwecją. Odtąd główną potęgą morską nad Bałtykiem była Szwecja, która uzyskała niczym nie ograniczony dostęp do Morza Północnego, a jej obszar nie był już otoczony przez duńsko-norweskie posiadłości.
Przegrana wojna sprawiła, że od tego momentu połączona monarchia duńsko-norweska czekała na okazję do rewanżu, by móc odzyskać utracone terytoria. To pragnienie kilkanaście lat później skłoniło Danię do ataku na zaangażowaną w Polsce Szwecję, dającego początek kolejnej wojnie między tymi krajami (wojna duńsko-szwedzka 1657-1658).

## Chronologiczna lista bitew
- bitwa pod Koldyngą – 19 stycznia (9 stycznia) 1644
- bitwa morska w Zatoce List – 26 maja (16 maja) 1644
- Bitwa w Zatoce Kilońskiej – 11 lipca (1 lipca) 1644
- Bitwa w cieśninie Fehmarn – 23 października (13 października) 1644
- Bitwa pod Bysjön – 1 stycznia 1645 (22 grudnia 1644)